# レンタルカート
レンタルカートは、レーシングカートに準じたカートを利用者に貸し出し、サーキット内を走行させる業務である。
レンタルカートとして使用されるカートは、エンジンは汎用の4ストロークエンジンを使用し、最高速度は時速60kmにも達する。また、基本的には規定の身長に達している者なら誰でも乗れるので、ボディはレーシングカートやスポーツカートに比べ頑丈な作りをしており、その分車重自体も重くなっている。中には、かつてレンタルカートの主流だった原動機付自転車の2ストロークエンジンを流用した物もあるが、コストの関係で減少傾向にある。
日本の場合、レンタルカート場で10周ないし5分間あたり2000円前後で乗車することができる。各レンタルカート場で独自の草レースを展開しており、モータースポーツの入口的役割も担っている。中にはレッドブルカートファイトや、ソディ・ワールド・シリーズと云った企業が独自に世界選手権を行っているレースも展開されている。

## 主なメーカー

### シャシー
- ビレル（N35）
- ソディ（GT-5、RT-8、RX-5など）
- ヤマハ発動機(FKシリーズ）
- 無限(PKシリーズ）
- アルファカート（オプティマ）
- PARGA(RTK、RACELINEなど)

### エンジン
- 本田技研工業
- ヤマハ発動機
- 富士重工業

## 日本のレンタルカート使用施設

### 北海道・東北地方
- 新千歳モーターランド
- ラズベリー・フォーミュラ・カートランド
- 八幡平サーキット
- SUGO西コース
- モーターランド川俣
- アトムサーキット

### 関東地方
- フェスティカサーキット
- イタコモータースポーツパーク
- シティカート
- 新東京サーキット
- ネオ・スピードパーク
- ハーバーサーキット木更津アウトドア店
- サーキットスタジアム634
- ハーバーサーキット千葉インドア店
- 井頭モーターパーク
- NEOスピードパーク
- フォーミュランド・ラー飯能
- クイック羽生
- 秋ヶ瀬サーキット
- 本庄サーキット
- F.ドリーム平塚
- 中井インターサーキット
- 大井松田カートランド
- 中央サーキット藤野
- サーキットがやってくる！厚木店
- サーキットがやってくる！中井店
- U-KART CIRCUIT TOKYO AKIRUNO

### 中部地方
- 富士スピードウェイカートコース
- オートパラダイス御殿場
- つま恋リゾート 彩の郷フォーミュラサーキット
- クイック浜名
- 幸田サーキット
- 美浜サーキット
- 石野サーキット
- シーサイドサーキット
- レインボースポーツカートコース
- AZ山梨
- サーキット安曇野
- スピードパーク新潟

### 近畿地方
- 鈴鹿サーキット・モータースポーツランド
- 琵琶湖スポーツランド
- 舞洲インフィニティサーキット
- スポーツカート阪奈
- ドリームサーキット
- キャピタルスポーツランド
- 宝塚カートフィールド
- G7土山サーキット

### 中国・四国地方
- 岡山国際サーキットミニコース
- ドリームエクストカートコース
- カートピスタヒロシマ
- 柳井スポーツランド
- ナチュラサーキット
- カートランド四国

### 九州・沖縄地方
- 北九州カートウェイ
- オーシャンカートランド
- 大村湾サーキット
- ソニックパーク安心院
- まぼろばの里カート場
- クルル読谷サーキット